# Питей
Питей (на гръцки: Πυθέας) е древногръцки пътешественик, астроном и физик, живял през 4 век пр.н.е. Негово е най-ранното описание на Северно море.

## Биография
Роден е около 350 г. пр.н.е. във фокийската колония Масалия (днес Марсилия, Франция). Описва своите пътешествия в книгата си „На Океана“ (на гръцки: Περί του Ωκεανού), която не е оцеляла до наши дни. Всичко, което знаем за него са бележки в творбите на по-късни класически автори като Страбон и Плиний Стари.
През март 325 г. пр.н.е. Питей предприема плаване край северозападните брегове на Европа. Търсел нови търговски пътища, по които в Гърция и в Масалия да бъдат доставяни калай и кехлибар. По негово време било трудно да се пътешества, тъй като при Гибралтарския проток дебнели картагенците, които пазели своите владения от гърците и римляните и не пускали чужди кораби. Питей тръгва от Масалия, преминава през Херкулесовите стълби (днес Гибралтарския проток), заобикаля Иберийския п-в и продължава на север край бреговете на днешна Португалия. Пресича Бискайския залив и открива п-в Бретан. След като преминава Ла Манш, посещава много места в Британия. Запознава се с калаените мини и леярни на п-в Корнуол. Питей наблюдава особеностите на времето, морските течения, приливите и отливите. Води се записки за всичко, което вижда по пътя си. Той пръв предполага, че Луната влияе на земните приливи и отливи, а времето в Северна Европа описва като влажно и мрачно.
Питей стига до Северна Норвегия и до тайнствена земя, скрита от гъсти мъгли, която нарича Туле. Все още е спорно дали това е остров Исландия или западното крайбрежие на Норвегия. За историците е спорно и дали самият той е стигнал дотам или само е чувал разкази за нея. Питей казва, че Туле е селскостопанска страна, която произвежда мед и има бели нощи. За жителите казва, че ядат плодове и пият мляко, както и че правят напитка от зърно и мед. Описанията на Питей биват изгубени. Историците ги познават от откъсите, включени в съчиненията на други древногръцки автори. След завършване на своето пътешествие до Британия, Питей посещава и Балтийско море.
Питей умира около 285 г. пр.н.е.